# Grini
Grini (tysk: Polizeihäftlingslager Grini) var en nazistisk koncentrationslejr, der lå i Bærum, en forstad sydvest for Oslo, Norge.

## Historie
Grini var opført i 1939 og var oprindeligt tænkt som kvindefængsel, men blev fra 2. maj 1940 taget i brug som lejr for hovedsageligt norske politiske fanger. Under krigen blev Grini den største fangelejr i Norge.
I det første krigsåret var formålet med lejren kortvarige interneringer. Det første hold på ca. 700 mænd var hovedsageligt norske officerer taget som krigsfanger under invasionen af Norge. Fra 1941 blev lejren hovedsagelig brugt til opbevaring af politiske fanger fra hele landet. Det meste af tiden sad der omkring 5.400 fanger på Grini. Fra 1941 år og frem til krigsafslutningen havde i alt 19.788 fanger været midlertidigt indsat og registreret i lejren, af disse blev 3.402 videredeporteret til fængsler og koncentrationslejre i Tyskland og andre tyskbesatte områder, bl.a. til Ravensbrück og Sachsenhausen. Det vides ikke hvor mange, der blev henrettet på Grini, men minimum otte personer er dokumenteret. Seks af disse blev henrettet den 21. juli 1944, dagen efter det mislykkede attentat mod Hitler. Der var blevet udsendt ordrer om 12 fanger i alle koncentrationslejre skulle henrettes, men af ukendte årsager blev kun seks henrettet i Grini, tre mænd og tre kvinder. De britiske luftbårne mænd, der var sendt ind med svævefly for at sabotere Norsk Hydros tungt vand produktionsanlæg på Vermork i Rjukan (Operation Freshman), blev interneret på Grini og senere henrettet på Akershus slot. Derudover brugte Gestapo lejren til afhøring og tortur.
Grini var under SSs og Gestapos ledelse med SS-sturmbannführer Hans Aumeier som kommandant .
Fanger fra brede lag af det norske samfund blev interneret her; der sad en senere nobelprisvinder, professorer, videnskabsmænd, sportsfolk, politikere, kunstnere, kirkeledere og grænseløbere som var involverede i at hjælpe flygtninge til Sverige og Storbritannien. Blandt kendte fanger var:
| - Johannes Andenæs - Reidar Aulie - Lars Berg - Johan Borgen - Abraham Borøchstein - Trygve Bratteli - Anton Wilhelm Brøgger - Francis Bull - Hermann Fischer - Ingeborg Refling Hagen | - Ole Hallesby - Odd Hassel - Trond Hegna - Johan Bernhard Hjort - Gunnar Jahn - Alvild Jørgensen - Einar Gerhardsen - Harald Grieg - Henrik Groth - Helge Gundersen | - Per Krohg - Marie Lous Mohr - Abelone Møkster - Otto Nielsen - Odd Nansen - Rasmus Navelsaker - Peder J. M. Pedersen - Birger Ruud - Hans Ryggen - Lauritz Sand | - Kristian Schjelderup - Didrik Arup Seip - Einar Strand - Arne Sælensminde - Lars Sæther - Gunnar Sønsteby - Henrik Sørensen - Kristian Welhaven - Thomas Christian Wyller - Arnulf Øverland |

Efter krigen, fra 1945 til 1949, var Grini fængsel for landsforrædere og kollaboratører. Det skiftede navn til "Ilebu" for at markere, at det nu var en ny slags fængsel. Den 1. januar 1951 blev lejren omdannet til almindeligt fængsel (det vil sige ikke landsforrædere). I dag kendes det som Ila fengsel, forvarings- og sikringsanstalt.